# Perfect Girl
Perfect Girl (jap. ヤマトナデシコ七変化♥, Yamato nadeshiko Shichi Henge ♥) ist eine Manga-Serie der japanischen Zeichnerin Tomoko Hayakawa. Sie erschien von 2000 bis 2015, umfasst etwa 5500 Seiten und richtet sich vorwiegend an jugendliche Mädchen, lässt sich also der Shōjo-Gattung zuordnen. Perfect Girl wurde als Anime umgesetzt.

## Handlung
Die Jugendliche Sunako Nakahara (中原 スナコ) kümmert sich, seit ein Junge sie zurückgewiesen hat, nicht mehr um ihr Äußeres und zieht sich von der Außenwelt zurück. Ihre Tante beauftragt die vier hübschen Jungen Kyohei, Ranmaru, Yukinojo und Takenaga, aus Sunako eine richtige Dame zu machen. Zum Dank verspricht die Tante den Jungen, dass sie, wenn sie es schaffen, umsonst in einer großen Villa leben dürfen.
Als die Jungen feststellen, dass es sich bei Sunako um eine verwahrloste Schülerin handelt, deren liebstes Hobby Horrorfilme sind und die sich den Pony über ihr Gesicht wachsen lässt, wissen sie nicht, was sie machen sollen. Da Sunako ein Skelett und eine Anatomiepuppe als ihre einzigen Freunde ansieht, ist sie selbst auch nicht begeistert, dass sie ihr geliebtes, düsteres Zuhause von jetzt an mit vier beliebten und hübschen Jungen teilen muss. Um die Mietkosten nicht bezahlen zu müssen, versuchen die Jungen alles, um Sunako zu einer richtigen Dame zu machen.

## Manga
Die Serie stammt von Tomoko Hayakawa. Die weniger wichtigen Charaktere werden von ihren Assistenten gezeichnet. Vom 13. Oktober 2000 bis 13. Januar 2015 erschien der Manga in Japan in Einzelkapiteln im Manga-Magazin Bessatsu Friend. Der Kōdansha-Verlag bringt diese Einzelkapitel auch in insgesamt 36 Sammelbänden heraus; bislang sind 35 erschienen. Bis Anfang 2006 verkauften sich die ersten vierzehn Bände in Japan über fünf Millionen Mal, bis Herbst desselben Jahres hatten die ersten sechzehn Bände sich gemeinsam über sechs Millionen Mal verkauft und bis Januar 2015 die 35 Bände in Japan über 9,3 Millionen Mal.
Die deutschsprachige Übersetzung von 20 Sammelbänden erschien von Dezember 2004 bis Dezember 2008 bei Tokyopop. Die Veröffentlichung wurde 2009 eingestellt, da der japanische Verlag die Zusammenarbeit mit Tokyopop beendet hat. Der Manga wurde von Dezember 2009 bis Dezember 2016 bei Egmont Manga und Anime fortgesetzt und vervollständigt. Der Manga wird auch in Nordamerika und Singapur verlegt. Del Rey publiziert die englischsprachige Ausgabe unter dem Titel The Wallflower in den USA und Kanada.

## Adaptionen

### Anime
Von 3. Oktober 2006 bis 27. März 2007 strahlte der japanische Fernsehsender TV Tokyo eine Anime-Fernsehserie auf Basis des Mangas aus. Der Anime, der unter der Regie Shin’ichi Watanabes entstand und vom Animationsstudio Nippon Animation produziert wurde, umfasst 25 Episoden. Das Charakterdesign wurde entworfen von Yasuko Sakuma und die künstlerische Leitung lag bei Yumi Kudō.
ADV Films veröffentlichte den Anime in Nordamerika, Großbritannien und im Januar 2008 unter dem Label Universum Film in Deutschland. Die deutsche Veröffentlichung wurde jedoch nach einer DVD, die die ersten fünf Folgen umfasst, abgebrochen. Madman Entertainment brachte sie in Australien und Neuseeland heraus und TV5 zeigte sie im Fernsehen der Philippinen.

#### Synchronsprecher
| Rolle           | Japanische Stimme (Seiyū) | Deutsche Stimme   |
| --------------- | ------------------------- | ----------------- |
| Ranmaru Morii   | Hirofumi Nojima           | Timm Neu          |
| Kyohei Takano   | Showtaro Morikubo         | Tommy Morgenstern |
| Takenaga Oda    | Tomokazu Sugita           | Jaron Löwenberg   |
| Sunako Nakahara | Yukiko Takaguchi          | Tanya Kahana      |
| Yukinojō Tōyama | Yūya Yamauchi             | Florian Klein     |

#### Musik
Die Musik der Serie wurde komponiert von Hiromi Mizutani und Yasuharu Takanashi. Den Vorspanntitel slow sang Kiyoharu. Für die beiden Abspanne wurden die Lieder Carnation von Kiyoharu und ∞Changing∞ von Bon-Bon Blanco verwendet.

### Real-Fernsehserie
Anfang des Jahres 2010 wurde das Manga in eine Real-Fernsehserie umgewandelt. Sie umfasst zehn Episoden und wurde bei TBS in Japan unter dem Namen Yamato Nadeshiko Shichi Henge (ヤマトナデシコ七変化) ausgestrahlt. Kazuya Kamenashi und Aya Ōmasa spielten darin die Hauptrollen.

## Rezeption
Jason Thompson beschreibt die Serie als gelungene Sitcom, die von ihrer lustigen Hauptfigur lebt, deren Verrücktheit – gerade die der Hauptfigur – im Laufe der Serie noch zunimmt. Ihre vier männlichen Begleiter dienen vor allem als „Eye Candy“ für die Leser. An abrupten Änderungen im Zeichenstil erkenne man, was die Zeichnerin auch einräumt, dass die weniger wichtigen Figuren von ihren Assistenten gezeichnet werden.
Die Fachzeitschrift MangasZene schreibt von einem „Feuerwerk an Gags“, was durch häufige Verwendung von Super-Deformed-Zeichnungen noch unterstützt werde. Es gäbe „sympathisch bekloppte Charaktere in schrägen Situationen“ und außerdem hübsche Mädchen und Jungs, sodass für jeden etwas dabei sei. Die AnimaniA hebt den für Shōjo-Manga seltenen, sehr einfachen Zeichenstil von Tomoko Hayakawa hervor, der sich vor allem in den vielen Slapstick-Szenen zeige. Diese sind „nur mit flüchtigem Strichen erstellt und erinnern teilweise an Skizzen“. Ihr Können zeige die Zeichnerin vor allem in den Szenen, in denen Sunako sich in ein hübsches Mädchen verwandelt. Die Geschichte sei wenig innovativ und enthalte häufige Wiederholungen der Themen und keine „solide Charaker- und Story-Entwicklung“. Dennoch könne sie manchmal mit neuen Seiten der Charaktere überraschen und den Leser beschäftige von Anfang an die Frage, ob Sunako „das Herz eines der Jungen erobern kann“. Sie biete aber „optisch […] vor allem hübsch gezeichnete Bishōnen und SD-Darstellungen“ und mache so „Fans unbedarfter Comedy“ sicher Freude. Die Animeserie dagegen sei misslungen und hölzern animiert. Zudem würde „ein uninspiriertes Character- und Hintergrund-Design sowie übertriebene Slapstick-Szenen“ die eigentlich interessante Geschichte verderben. Auch die deutsche Synchronisation sei nicht gelungen und wirke „ebenfalls etwas lustlos“.